# Елі (Невада)
Елі (англ. Ely) — місто (англ. city) в США, адміністративний центр округу Вайт-Пайн штату Невада. Населення — 3924 особи (2020). На відміну від інших міст розташованих по магістралі US-50, гірничодобувний бум, який перетворив Елі в шахтарське місто, настає пізніше, з відкриттям 1906 року покладів міді.

## Географія
Елі розташоване за координатами 39°15′54″ пн. ш. 114°52′15″ зх. д. / 39.26500° пн. ш. 114.87083° зх. д. (39.264912, -114.870849).  За даними Бюро перепису населення США в 2010 році місто мало площу 19,79 км², уся площа — суходіл.

### Клімат
| Клімат : Елі                                        | Клімат : Елі | Клімат : Елі | Клімат : Елі | Клімат : Елі | Клімат : Елі | Клімат : Елі | Клімат : Елі | Клімат : Елі | Клімат : Елі | Клімат : Елі | Клімат : Елі | Клімат : Елі | Клімат : Елі |
| Показник                                            | Січ.         | Лют.         | Бер.         | Квіт.        | Трав.        | Черв.        | Лип.         | Серп.        | Вер.         | Жовт.        | Лист.        | Груд.        | Рік          |
| Абсолютний максимум, °C                             | 20,0         | 19,4         | 24,4         | 28,3         | 35,0         | 37,2         | 38,3         | 36,1         | 33,9         | 30,0         | 25,6         | 20,0         | 38,3         |
| Середній максимум, °C                               | 4,2          | 5,8          | 10,1         | 14,3         | 19,9         | 26,1         | 30,9         | 29,6         | 24,3         | 16,9         | 9,2          | 4,2          | 16,3         |
| Середня температура, °C                             | −3,7         | −1,7         | 2,4          | 5,8          | 10,4         | 15,6         | 19,9         | 19,0         | 13,8         | 7,4          | 0,9          | −3,7         | 7,2          |
| Середній мінімум, °C                                | −11,6        | −9,2         | −5,3         | −2,7         | 0,9          | 4,9          | 8,9          | 8,3          | 3,2          | −2,2         | −7,4         | −11,7        | −1,9         |
| Абсолютний мінімум, °C                              | −32,8        | −34,4        | −25          | −20,6        | −13,9        | −7,8         | −2,2         | −4,4         | −9,4         | −19,4        | −28,9        | −33,9        | −34,4        |
| Середня кількість сонячних годин на місяць          | 215,0        | 211,0        | 265,0        | 286,8        | 329,3        | 362,8        | 365,3        | 335,8        | 309,1        | 266,5        | 199,6        | 197,8        | 3344,0       |
| Норма опадів, мм                                    | 18           | 19           | 24           | 24           | 28           | 17           | 16           | 23           | 21           | 25           | 18           | 15           | 248          |
| Днів з опадами                                      | 6,9          | 7,2          | 7,6          | 7,9          | 7,3          | 4,8          | 5,3          | 5,9          | 4,9          | 5,4          | 5,7          | 6,3          | 75,2         |
| Днів зі снігом                                      | 6,0          | 5,8          | 5,9          | 4,1          | 1,7          | 0,2          | 0,0          | 0,0          | 0,2          | 1,7          | 4,4          | 5,7          | 35,7         |
| Вологість повітря, %                                | 65.3         | 64.5         | 59.4         | 51.8         | 47.0         | 39.8         | 35.2         | 38.7         | 42.4         | 50.5         | 59.6         | 64.3         | 51.5         |
| --------------------------------------------------- | ------------ | ------------ | ------------ | ------------ | ------------ | ------------ | ------------ | ------------ | ------------ | ------------ | ------------ | ------------ | ------------ |
| Джерело: NOAA (sun and relative humidity 1961–1990) |              |              |              |              |              |              |              |              |              |              |              |              |              |

## Демографія
Згідно з переписом 2010 року, у місті мешкало 4255 осіб у 1856 домогосподарствах у складі 1099 родин. Густота населення становила 215 осіб/км².  Було 2185 помешкань (110/км²).
Расовий склад населення:
| - 87,7 % — білих - 4,2 % — корінних американців - 0,9 % — азіатів - 0,8 % — чорних або афроамериканців - 0,1 % — вихідців з тихоокеанських островів - 3,5 % — осіб інших рас |

До двох чи більше рас належало 2,7 %. Частка іспаномовних становила 14,1 % від усіх жителів.
За віковим діапазоном населення розподілялося таким чином: 23,2 % — особи молодші 18 років, 59,6 % — особи у віці 18—64 років, 17,2 % — особи у віці 65 років та старші. Медіана віку мешканця становила 42,8 року. На 100 осіб жіночої статі у місті припадало 103,6 чоловіків;  на 100 жінок у віці від 18 років та старших — 104,1 чоловіків також старших 18 років.
Середній дохід на одне домашнє господарство  становив 66 120 доларів США (медіана — 51 333), а середній дохід на одну сім'ю — 71 782 долари (медіана — 62 982). Медіана доходів становила 56 979 доларів для чоловіків та 40 265 доларів для жінок. За межею бідності перебувало 15,9 % осіб, у тому числі 18,7 % дітей у віці до 18 років та 5,6 % осіб у віці 65 років та старших.
Цивільне працевлаштоване населення становило 1597 осіб. Основні галузі зайнятості: сільське господарство, лісництво, риболовля — 20,6 %, мистецтво, розваги та відпочинок — 19,2 %, публічна адміністрація — 18,0 %.